# 新店溪
新店溪位於台灣北部，是淡水河水系三大支流之一，河長81公里，流域面積921平方公里。主流上源為北勢溪，發源於坪林區鶯子嶺北側標高約700公尺處，向西流至新店區龜山會合支流南勢溪後，始稱為新店溪。合流後往北流經屈尺、直潭、新店，在景美附近匯入另一支流景美溪後，形成新北市、台北市之天然邊界，流至江子翠與大漢溪交會後，改稱為淡水河。

## 地形
新店溪四周受雪山山脈主支陵環抱，上游河段兩岸山巒起伏，峽谷地勢雄偉，流至新店碧潭後進入臺北盆地，山坡地面積佔全部流域面積的89%，集水面積遼闊，地形落差大，氣候潮濕多雨。
曲流地形是新店溪最具特色的地形景觀，而發育最強烈的地方是新店灣潭－直潭間、屈尺－廣興間，以及龜山附近，是典型的成育曲流。新店附近流域西側，南港砂岩露出又因曲流切割岸坡，因此形成碧潭風景區的陡岸風景。廣興到新店碧潭間，溪水終年不斷沖刷淤積，曲流成S形，其中礫石淺灘處稱「瀨」，平闊水深處稱「潭」。順流而下有塗潭、直潭、灣潭、青潭、碧潭，另與美潭、員潭合稱「新店七潭」。
但由於烏來區觀光發展，溫泉旅館林立，上游已陸續開發中。

## 水資源開發
新店溪水量豐盛，水質良好，是台北都會區民生用水的主要來源。據臺北自來水事業處的資料顯示，大臺北地區400餘萬人口97％以上的民生用水，皆是由新店溪提供的，目前新店溪主要的自來水取水口位於青潭堰，在1978年劃為「新店溪青潭自來水水質水量保護區」，是大臺北都會區重要的水源保護區。此外，還建有翡翠水庫、桂山水力發電廠（烏來發電廠、小粗坑發電廠、龜山發電廠）等。其中翡翠水庫為新北市最大的水庫，供水區為台北市全境及新北市九區（新店區、中和區員山路以東、永和區、三重區二重疏洪道以東、汐止區北山、橫科、宜興、福山、東勢、忠山及環河等七里、烏來區、深坑區、石碇區、坪林區）。
| 計畫名稱 | 位置         | 流域   | 標的       |
| -------- | ------------ | ------ | ---------- |
| 翡翠水庫 | 新北市新店區 | 北勢溪 | 給水、發電 |
| 直潭壩   | 新北市新店區 | 新店溪 | 給水       |
| 青潭堰   | 新北市新店區 | 新店溪 | 給水       |
| 羅好壩   | 新北市烏來區 | 南勢溪 | 發電       |
| 阿玉壩   | 新北市烏來區 | 桶後溪 | 發電       |
| 桂山壩   | 新北市烏來區 | 南勢溪 | 發電       |
| 粗坑壩   | 新北市新店區 | 新店溪 | 發電       |

## 新店溪主要支流
以下列出新店溪水系主要支流，標示黑體字為主流河道：
- 新店溪：新北市、台北市 
  - 南勢角溪：新北市中和區、永和區、土城區
    - 瓦磘溝：新北市中和區、永和區

  - 景美溪：新北市、台北市
    - 石碇溪：新北市石碇區
    - 大溪墘溪（永定溪）：新北市石碇區
    - 指南溪（醉夢溪）：台北市文山區

  - 安坑溪：新北市新店區
  - 青潭溪：新北市新店區、石碇區
  - 粗坑溪：新北市新店區
  - 磺窟溪：新北市新店區
  - 平廣溪：新北市新店區
  - 萬盛溪：台北市文山區
  - 南勢溪：新北市新店區、烏來區
    - 加九寮溪：新北市烏來區
    - 桶後溪：新北市烏來區
      - 阿玉溪

    - 內洞溪：新北市烏來區
    - 大羅蘭溪：新北市烏來區
    - 扎孔溪：新北市烏來區
    - 哈盆溪：新北市烏來區

  - 北勢溪：新北市
    - 後坑溪：新北市石碇區
    - 石硿子溪：新北市石碇區
    - 金瓜寮溪：新北市坪林區
    - 𩻸魚堀溪：新北市坪林區
    - 灣潭溪：新北市雙溪區
      - 南勢溪
      - 坪溪

    - 溪尾寮溪
    - 後寮溪

## 主要橋樑
跨越新店溪上的橋樑有不少都相當有名，例如1937年完工的碧潭吊橋，全長200公尺，為當時聯絡安坑、新店間的重要橋梁，也是許多台灣電影的取景處。
以下由河口至源頭列出主流上之主要橋樑：
新店溪河段
- 華江橋：河底潛盾隧道（台北捷運板南線）
- 萬板大橋（預力混凝土拱橋）
- 華翠大橋：河底隧道（台鐵、台灣高鐵）
- 光復橋（斜張橋）

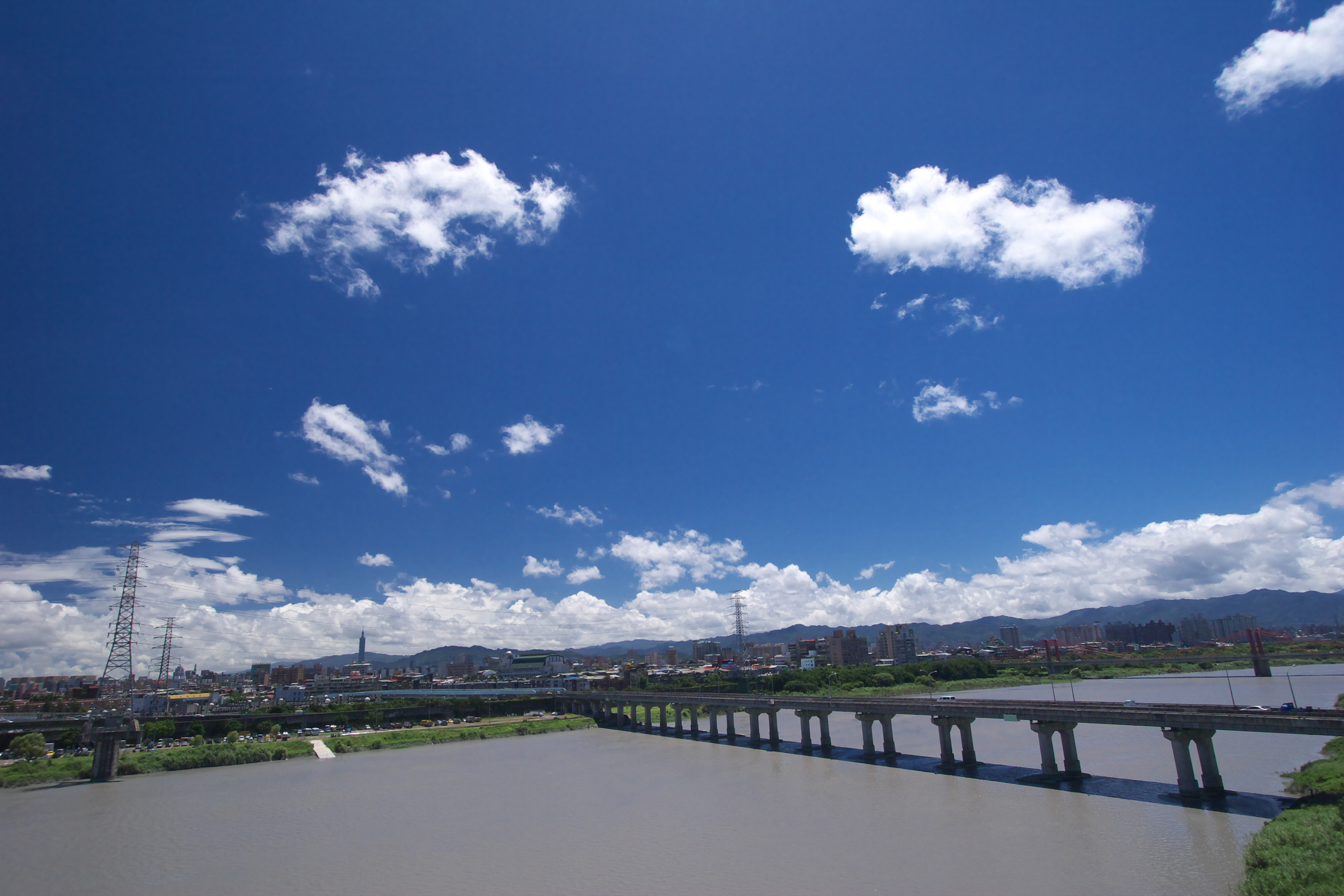
華翠大橋

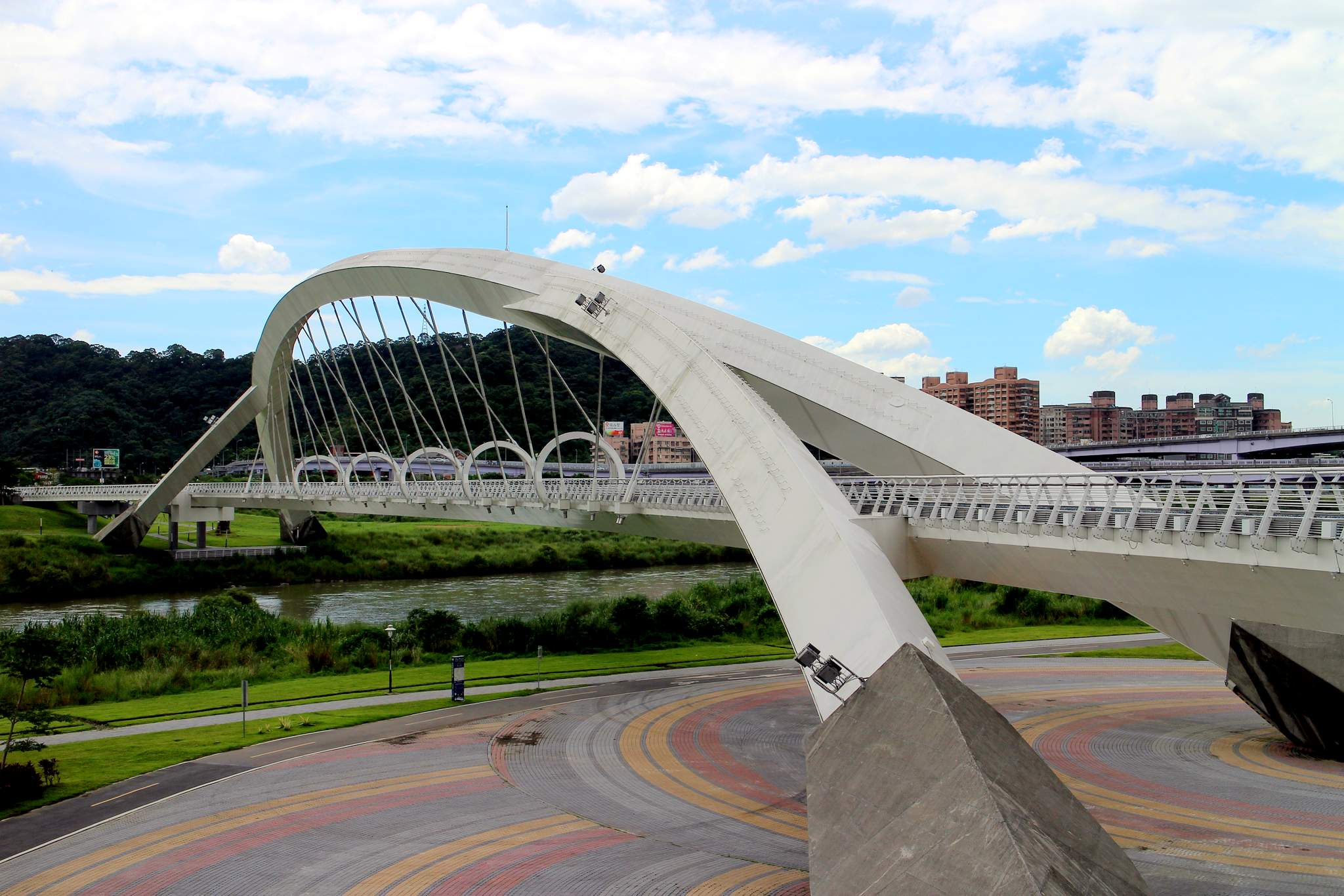
位於新店溪上的陽光橋

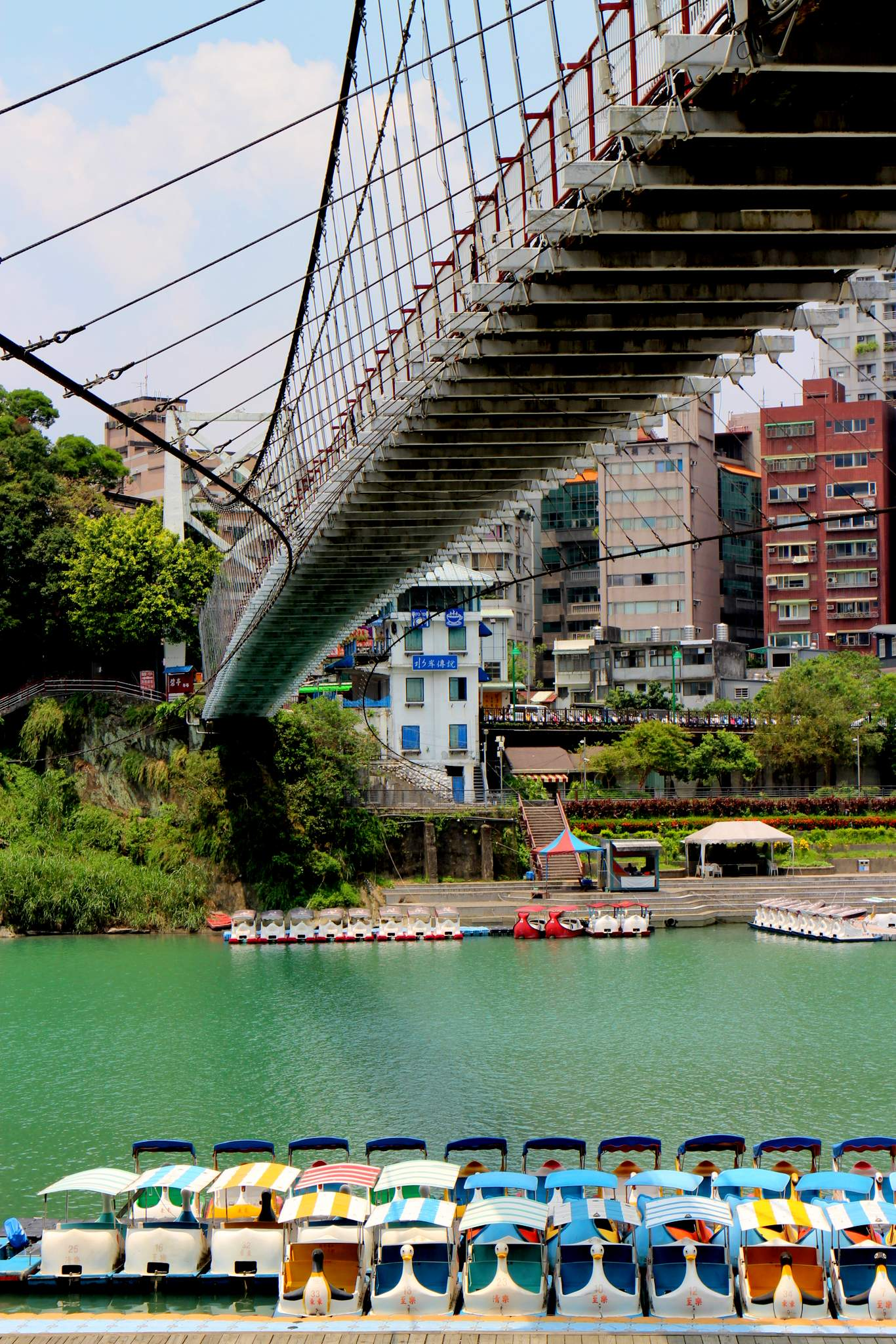
新店溪上的碧潭吊橋

- 華中橋：台北捷運萬大-中和-樹林線河底潛盾隧道(興建中，預計2028年6月啟用)
- 中正橋（三點式鋼拱橋）：捷運中和新蘆線河底潛盾隧道
- 永福橋
- 福和橋
- 秀朗橋
- 台北捷運環狀線新店溪跨橋（鋼箱樑橋倒Y型）
- 安心橋（新北捷運安坑輕軌鋼桁架斜張橋）
- 中安大橋
- 陽光橋（腳踏車道景觀橋）[7]
- 碧潭大橋
- 碧潭橋 （國道3號預力混凝土拱橋）
- 碧潭吊橋
- 廣興橋[8][9]

北勢溪河段
- 坪林舊橋（鄉道北42線）